# Tommy Recco
Pour les articles homonymes, voir Recco.
 (juillet 2009).
Si vous disposez d'ouvrages ou d'articles de référence ou si vous connaissez des sites web de qualité traitant du thème abordé ici, merci de compléter l'article en donnant les références utiles à sa vérifiabilité et en les liant à la section « Notes et références ».
Joseph-Thomas Recco dit Tommy Recco et surnommé « Geronimo », né le 10 mai 1934 à Propriano (Corse), est un tueur en série et braqueur français. Il est l'auteur d'au moins sept meurtres, entre 1960 et 1980, mais est soupçonné d'en avoir commis trois autres, en 1959. 
En 1959, à 25 ans, Recco est soupçonné dans la disparition de trois touristes allemandes. Placé en garde à vue, il est relâché et l'affaire se solde par un non-lieu. 
En octobre 1960, Recco assassine son parrain. Un mois plus tard, à la suite d'une dénonciation de son frère, il est arrêté et placé en détention provisoire puis condamné, en décembre 1962, à la réclusion criminelle à perpétuité. 
Libéré en novembre 1977, il tue trois caissières à Béziers (Hérault) pour voler la recette en décembre 1979. Moins d'un mois plus tard, en janvier 1980, il assassine trois personnes à Carqueiranne (Var) à la suite d’un différend, dont une fillette de 11 ans. Interpellé le lendemain, il est placé en détention provisoire puis condamné, en juin 1983, à la réclusion criminelle à perpétuité assortie d'une peine de sûreté de dix-huit ans pour ces deux triples meurtres. Depuis, il purge sa peine à la prison de Borgo.
Détenu depuis 1980, Tommy Recco compte parmi les plus anciens détenus de France, et sa dernière demande de suspension de peine pour raison médicale (il a alors 88 ans) a été rejetée le 1er février 2022 par la chambre d'application des peines de la Cour d'appel de Bastia. Après 22 refus de libération conditionnelle, il a saisi la Cour européenne des droits de l'homme, en juin 2023, qui a été examinée, en février 2024, en se fondant sur l’article 3 de la déclaration des droits de l’Homme.

## Biographie

### Jeunesse
Joseph-Thomas Recco naît le 10 mai 1934 dans une famille de pêcheurs qui tient une poissonnerie à Propriano. Il fait partie d'une famille de onze enfants « dont sept ont connu un destin tragique : l'un est mort en bas âge, deux dans des accidents, deux ont été tués par balles, et deux autres ont été condamnés à de lourdes peines pour des meurtres »,.
En 1947, à 13 ans, Tommy « cale les filets, avec son père, pour approvisionner la poissonnerie familiale ».
Au milieu des années 1950, Tommy Recco effectue son service militaire dans la Marine nationale, avant de retourner en Corse où il redevient pêcheur. Il se marie et donne naissance à un fils, en 1956, qu'il connaîtra à peine.
Joseph-Thomas se fait plutôt appeler Tomi ou encore Tommy, prénom anglicisé pour mieux séduire les touristes étrangers qui acceptent d'aller avec lui pêcher la langouste.

### Disparition de touristes allemandes

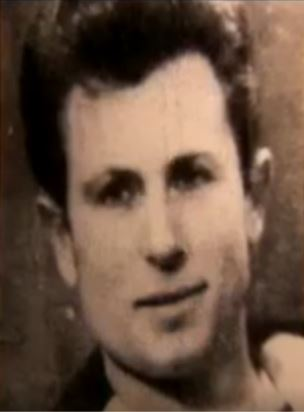
Tommy Recco dans les années 1950.

En 1959, trois jeunes touristes allemandes disparaissent, près des côtes ajacciennes. Après l'ouverture d'une enquête, les policiers apprennent que les trois jeunes filles ont été guidées par l'un des enfants Recco, avant de disparaître. Les soupçons se portent sur Tommy, 25 ans, qui est le dernier à les avoir vu vivantes. Placé en garde à vue, Tommy Recco reconnaît avoir promené les jeunes touristes, mais nie être à l'origine de leur disparition. Il est relâché car aucune preuve ne permet ni de dire s'il est l'auteur de cette triple disparition, ni de confirmer que les trois disparues sont décédées,,,.
On ignore également si Antoine Recco, 30 ans, a pu aider son frère dans la commission des faits : celui sera soupçonné, en 1982, après avoir commis un double meurtre similaire l'année précédente,,.
La disparition des trois touristes allemandes se solde par un non-lieu.

### Meurtre de Joseph Casabianca
Le 28 octobre 1960 à Propriano en Corse, Tommy Recco et son jeune frère Pierre pêchent à la dynamite. Soudain, ils se font repérer par un garde maritime, Joseph Casabianca, qui se trouve être le parrain de Tommy Recco. Par peur d'être pris en flagrant délit de braconnage et d'avoir une amende, Tommy Recco, pris de panique, se rue sur la plage et tire avec son fusil sur son parrain ; pour s'assurer qu'il est bien mort, il le frappe plusieurs fois avec la crosse de son fusil, puis lui fracasse le crâne à l'aide d'un rocher d'une trentaine de kilos. Une fois revenu au bateau, Tommy Recco refuse de s'expliquer face à son jeune frère qui voit du sang sur les mains de Tommy et sur le fusil. Les policiers de Propriano se rendent sur la plage à la suite de la découverte du corps du parrain de Tommy Recco. Ils découvrent près du cadavre des débris de bois couverts de peinture verte, supposés provenir de la crosse d'un fusil.

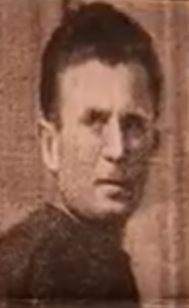
Tommy Recco lors de son arrestation, en 1960.

Une rumeur raconte que Tommy Recco pourrait ne pas être étranger à cet assassinat. Les policiers décident de l'interroger et s'aperçoivent qu'il est le filleul de la victime. Tommy Recco nie toute implication dans le meurtre de son parrain. Menée par la mère (déjà endeuillée par la mort d'un de ses fils dans un accident de voiture et par le décès d'un nourrisson) la famille se soude au maximum et croit dur comme fer en l'innocence de Tommy.
Le 30 novembre 1960, Pierre, le frère de Tommy, dénonce ce dernier à la police en racontant les cris qu'il a entendus le jour du meurtre du parrain. De nouveau interrogé, Tommy nie d'abord, puis avoue au bout de plusieurs heures être l'auteur du meurtre. Il raconte ne pas avoir voulu payer d'amende à cause de la pratique de la pêche à la dynamite et qu'il a totalement dérapé, en se ruant sur la plage pour tuer le garde maritime. 
Tommy Recco, 26 ans, est inculpé d'assassinat, le 2 décembre 1960, puis placé en détention provisoire. Après les aveux de son fils, Micheline Recco, dite Mama Recco, lui fait comprendre qu'« un assassin n'a pas sa place dans le clan Recco » et décide de lui tourner le dos. À la suite de cela, Tommy Recco se rétracte de toute culpabilité concernant l'assassinat de son parrain. Sa famille le soutient et croit en son innocence. 

### Condamnation, détention et décès dans la famille
Le procès de Tommy Recco se déroule du 6 au 8 décembre 1962 et s'achève par une condamnation à la réclusion criminelle à perpétuité,,. Une rumeur erronée mais tenace, encore reprise de nos jours, évoque une condamnation capitale suivie d'une grâce présidentielle.
Au cours de son incarcération, Tommy Recco apprend les multiples drames qui touchent sa famille. Un de ses frères, Ernest Toussaint, est tué le 29 avril 1973 à l'âge de 42 ans par son beau-frère qui avait un différend avec lui. Trois ans plus tard, Pierre Recco, son jeune frère qui l'avait dénoncé, est tué par deux hommes encagoulés le 5 novembre 1976, à dix jours de ses 33 ans, alors qu'il ancrait son bateau. 
En 1977, une nouvelle mort a lieu dans la famille Recco. Une de ses sœurs, Francine, l'épouse de l'assassin de Toussaint, tombe accidentellement dans l'escalier et meurt sur le coup.
Tommy Recco est libéré, le 7 novembre 1977, après avoir obtenu une libération conditionnelle, due à sa bonne conduite en prison. Il se rend à Marseille pour commencer une nouvelle vie et travaille comme livreur dans un magasin qui vend des combinaisons de plongée.

### Tuerie du supermarché de Béziers
Le 22 décembre 1979, une tuerie se produit au magasin Mammouth de Béziers dans l'Hérault : lors du braquage, Tommy Recco exécute avec un Smith & Wesson calibre 38 trois caissières (Sylvette Maurel, vingt-sept ans, Renée Chamayou, vingt-huit ans et Josette Alcaraz, vingt-sept ans) dans la salle de comptage de la recette du magasin. Par ailleurs, 700 000 francs — ± 345 000 € de 2019 — sont dérobés par Recco qui prend la fuite après la tuerie.
En l'absence de témoins, l'enquête s'avère difficile pour les policiers qui constatent que les victimes, allongées, ont toutes été tuées d'une balle dans la nuque et supposent que le tueur a fait preuve de sang froid.
La brigade de police de Béziers rencontre des difficultés à retrouver l'auteur de ce triple assassinat et l'enquête reste au point mort car aucun élément ne peut permettre d'aboutir à l'interpellation d'un quelconque suspect.

### Tuerie de Carqueiranne
Le 18 janvier 1980 à Carqueiranne, dans le Var, Sandrine Le Goff, une fillette de 11 ans, entend son père, Gilles, se disputer avec Recco. Elle décide d'appeler sa mère à son travail (un foyer pour enfants) mais la mère a déjà quitté son lieu de travail. La petite fille parle alors à la directrice du foyer, qui prévient tout de suite les voisins les plus proches de la fillette. Jacques Coutrix, le voisin des Le Goff, se rend chez elle pour voir ce qu'il se passe. Inquiète de ne pas voir revenir son mari, Mme Coutrix se rend chez ses voisins et découvre dans la maison le corps de son mari ainsi que celui de Sandrine. Elle prévient la gendarmerie et, une fois sur place, celle-ci découvre, dans le sous-sol de la maison, le cadavre de Gilles Le Goff.
Les gendarmes recueillent un indice prépondérant : la fillette a signalé à la directrice de sa mère que son père était en train de se disputer avec « le cousin de René ».
Les gendarmes procèdent à des recherches pour déterminer qui est « le cousin de René ». Ils découvrent qu'un certain Tommy Recco a un cousin qui se nomme René et qu'il connaît le père de la fillette.

### Arrestation et rapprochement des deux tueries
Tommy Recco est interpellé le 19 janvier 1980 puis placé en garde à vue où il nie être l'auteur du triple assassinat ; le gendarme qui l'interrogeait doit s'absenter, un autre gendarme prend la relève. Tommy Recco voit sa cousine quitter la gendarmerie. Surpris, il demande au gendarme pourquoi sa cousine était ici ; le gendarme répond qu'elle est venue à cause de « ce que tu as fait ». Tommy Recco accepte de raconter pourquoi il a tué les trois personnes à la villa, avec un Smith & Wesson calibre 38. Il déclare qu'il voulait acheter une arme au père de la fillette, qu'il connaissait bien. Ce dernier aurait refusé, une dispute aurait éclaté, Recco a vu rouge et a décidé de le tuer. Ensuite il sort du sous-sol, traverse le jardin, rencontre Monsieur Coutrix, le suit dans la maison et le tue d'une balle dans la nuque. S'étant retrouvé seul face à la fillette, il raconte qu'il a paniqué et l'a tuée aussi pour ne pas laisser de témoins.
Au terme de sa garde à vue, le 21 janvier 1980, Recco est inculpé du triple assassinat de Carqueiranne puis placé en détention provisoire pour ces faits, commis en état de récidive. Au lendemain de son incarcération, Recco se rétracte du crime.
Par ailleurs, le procureur de la République chargé de l'affaire de la tuerie de Béziers a connaissance du triple meurtre de Carqueiranne et constate que ces trois victimes ont toutes été tuées d'une balle, comme les trois caissières de Mammouth. Il fait équipe avec le procureur chargé du triple meurtre de la villa et, à la suite d'expertises, découvre que c'est certainement la même arme ou le même type d'arme qui a servi à tuer les trois caissières et les trois victimes de Carqueiranne. Interrogé sur son éventuelle implication dans le triple meurtre de Béziers, Tommy Recco réfute tout. 
Le 30 avril 1980, Tommy Recco est placé en garde à vue pour le triple assassinat de Béziers. Il nie avoir été au magasin Mammouth en décembre 1979. Un retraité reconnaît par la suite Tommy Recco lors d'une séance de tapissage. Recco est de nouveau inculpé, le 2 mai 1980, pour le braquage et le triple assassinat des caissières du Mammouth de Béziers.
En mai 1980, un retraité se présente au commissariat de Toulon et déclare reconnaître Recco en affirmant que celui-ci était présent au Mammouth le jour de la tuerie. Le retraité raconte que cet homme, à savoir Tommy Recco, avait un comportement suspect et qu'il scrutait le magasin comme s'il cherchait quelqu'un ou quelque chose. Le retraité se souvient de cette personne en raison de ses yeux bleus étincelants. 
Deux reconstitutions sont organisées : une au magasin Mammouth et l'autre dans la villa de Carqueiranne, mais ces reconstitutions n'apportent rien de concret, Tommy Recco n'apportant aucun élément qui puisse expliquer pourquoi il a commis les deux triples meurtres. Les policiers apprennent toutefois que Tommy Recco, dans le cadre de son travail, avait livré une combinaison de plongée au magasin Mammouth ; il a pu en profiter pour repérer les lieux et revenir un autre jour pour dérober de l'argent. Le butin n'a jamais été retrouvé.
Alors que Tommy Recco attend son procès, les policiers apprennent que son frère Antoine, 52 ans, est impliqué dans la disparition de deux jeunes filles de 21 ans. En effet, au début de l'année 1982, une rumeur raconte qu'Antoine pourrait être impliqué dans la disparition de deux touristes françaises au mois de septembre 1981.
Les policiers interpellent Antoine Recco, le 14 août 1982, pour l'interroger sur les deux jeunes filles disparues. Il nie, mais d'autres policiers trouvent sur son bateau les maillots de bain des jeunes filles ; Antoine Recco raconte alors qu'il a bien rencontré ces filles et qu'il les a emmenées sur son bateau pour une balade. Mais lorsqu'il a voulu les séduire, les filles ont résisté à ses avances ; il les a étranglées, puis a jeté leurs corps lestés à la mer. Antoine Recco est inculpé du double assassinat puis placé en détention provisoire.
De la même manière que son frère Tommy, Antoine se rétracte, le 7 octobre 1982, dénonçant avoir été victime de la rumeur portée sur la « malédiction de la famille ». Celui-ci sera condamné, le 7 juin 1986, à la réclusion criminelle à perpétuité : une peine confirmée, en octobre 1987, lors du procès en cassation,,. 

### Procès et emprisonnement
Le procès de Tommy Recco s'ouvre le 6 juin 1983, devant la cour d'assises de Draguignan. 
Mama Recco, comme est surnommée sa mère, et son épouse Chantal sont les deux seules personnes à croire en l'innocence de Recco. Pendant tout le procès, Recco se dit innocent. Il est interrogé notamment sur le mobile du meurtre du père de la fillette à Carqueiranne. Tommy Recco reconnaît tout de même que c'est son impulsivité qui l'a poussé à tuer son parrain vingt-trois ans plus tôt.
Interrogés sur l'état mental de Tommy Recco, les experts psychiatres le déclarent responsable de ses actes. Son caractère bouillant et impulsif a entraîné une bouffée de violence incontrôlée qui l'a poussé au meurtre. L'avocat Paul Lombard est un défenseur de Tommy Recco.
Le 14 juin 1983, Tommy Recco est condamné à la réclusion criminelle à perpétuité assortie d'une période de sûreté de 18 ans.

### Le plus vieux détenu de France
Libérable à compter de janvier 1998, Tommy Recco multiplie les demandes de libération conditionnelle depuis 2001, mais ces dernières sont toutes rejetées.
Antoine Recco est, quant à lui, libéré en mai 2010, pour raison médicales, après presque 28 ans de détention. Celui-ci continue de vivre en Corse jusqu'à sa mort, le 19 octobre 2016.
En prison depuis plus de quarante ans, Tommy Recco purge sa peine dans le centre de détention de Borgo (Haute-Corse) et est un des plus anciens détenus de France. Après de nombreuses demandes de libération conditionnelle et suspension de peine pour raisons de santé, requêtes qui ont été toutes rejetées, il forme en mai 2017 une nouvelle demande de libération sous surveillance électronique mais ne l'obtient pas. Recco fait une nouvelle demande de liberté conditionnelle, en juillet 2019, qui lui est refusée le 23 décembre 2019. Il fait appel de ce rejet, mais la chambre d'application des peines rejette de nouveau sa demande, le 7 juillet 2020.
Le 29 avril 2021, Recco dépose sa 21e demande de remise en liberté afin de « mourir libre et dans son lit ». Cette demande lui est refusée en première instance, le 4 novembre 2021,,, puis en appel, le 1er février 2022. Une saisine auprès de la Cour européenne des droits de l’homme a été effectuée, le 30 juin 2023, et examinée, en février 2024, en se fondant sur l’article 3 de la déclaration des droits de l’Homme. La juridiction devrait rendre sa décision, à la fin de l'année 2025,,.
En octobre 2024, Recco quitte la Prison de Borgo pour intégrer le Centre de détention de Salon-de-Provence, en raison d'un cancer dont il souffre depuis plusieurs années. Cette nouvelle écœure Guy Maurel, qui estime qu'aucun traitement de faveur ne doit être fait à l'assassin de son épouse,.
À 91 ans, il est le plus vieux détenu de France et a passé 62 ans de sa vie en prison.

### Romans
Son histoire est romancée sous forme de correspondance par Francine Kreiss dans Le Squale (éditions du Cherche Midi).
En 2010, l’auteur de polars (et scientifique) Daniel Hernandez est sollicité par Tommy Recco pour l’écriture d’un livre prouvant son innocence. Il n’est pas la première personne à l’être et ne sera pas la dernière. Après des échanges téléphoniques, la lecture d’un dossier transmis par l’intéressé, une correspondance, un face à face lors d’une visite au pénitencier de Clairvaux, diverses rencontres avec un journaliste, des proches des victimes et de l’accusé, subissant des pressions, en 2011 il renonce à l’entreprise. Toutefois, en 2021, s’appuyant sur des personnages et des événements réels transposés, il publie un roman qui raconte son cheminement personnel lors de cette expérience, L'Écrivain et le Tueur.

### Documentaires télévisés
- « Tommy Recco, la malédiction des Recco », juin 2009, dans Faites entrer l'accusé, présenté par Christophe Hondelatte, sur France 2.
- « Affaire Tommy Recco, de sang froid », janvier 2024, dans Au bout de l'enquête, la fin du crime parfait ?, présenté par Marie Drucker, sur France 2.